# Time Runner
Time Runner (prt: O Fugitivo do Tempo),  também conhecido como In Exile, é um filme de ficção científica americano de 1993, realizado por Michael Mazo.

## Sinopse
Um homem luta para salvar o destino num mundo atacado por extraterrestres.